# Il cielo in una stanza/Ma se ghe penso
Il cielo in una stanza/Ma se ghe penso è il 98° singolo di Mina, pubblicato a settembre del 1969 su vinile a 45 giri dall'etichetta privata dell'artista PDU.

## Il disco
Esiste anche una versione promo.
La copertina ufficiale Archiviato il 12 marzo 2017 in Internet Archive. è diversa da quella raffigurata in info box.
Arrangiamenti, orchestra e direzione orchestrale: Augusto Martelli. Tecnico del suono Nuccio Rinaldis.

## Il cielo in una stanza
Versione acustica con un nuovo arrangiamento di Augusto Martelli del famoso brano di Gino Paoli. Il nome del quale compare finalmente nei crediti come unico autore del pezzo, essendosi il cantautore iscritto nel frattempo alla SIAE.
L'incisione è ripresa dal progetto Le più belle canzoni italiane interpretate da Mina, un LP a tiratura limitata realizzato nel 1968 esclusivamente per gli abbonati ad alcune riviste. Album riproposto ufficialmente nel 1969 con titolo I discorsi e copertina differenti.
Mina, agli esordi nel 1960, aveva già pubblicato sul 45 giri Il cielo in una stanza/La notte e nell'album omonimo una versione diversa di questa canzone.

Nel 1988 ne proporrà una terza con il solo accompagnamento al piano di Renato Sellani, compresa nella raccolta Oggi ti amo di più.

## Ma se ghe penso
Brano tradizionale in lingua ligure, distintivo della canzone dialettale genovese e della collegata  scuola di cantautori, in cui un abitante lontano dal capoluogo rievoca nostalgicamente immagini della sua città. Interpretato per la prima volta dal soprano Luisa Rondolotti nel 1925, ha avuto rivisitazioni da molti dei più importanti cantanti della musica leggera italiana.
Mina aveva già inserito questa versione nell'album Dedicato a mio padre del 1967.
La cantante l'ha presentata dal vivo nella quarta puntata (22 aprile 1967) del programma televisivo Sabato sera. Questa esibizione è presente nel DVD Gli Anni Rai 1967 Vol. 6.

E poi ancora in un frammento di un medley con l'orchestra di Bruno Canfora; una fantasia di canzoni regionali per la serata finale di Canzonissima 1968 (6 gennaio 1969), reperibile nella raccolta Le Canzonissime Vol. 2 del 1996.

## Tracce
Lato A
1. Il cielo in una stanza (versione acustica) – 2:29 (Gino Paoli; edizioni musicali Fama)

Lato B
1. Ma se ghe penso – 3:31 (testo: Mario Cappello – musica: Mario Cappello, Attilio Margutti; edizioni musicali Sinfonica jazz)